# Serbia Nemaniczów
Serbia Nemaniczów – państwo serbskie istniejące w okresie pomiędzy 1170 a 1371 pod rządami dynastii Nemaniczów, od 1217 jako królestwo, a od 1346 jako carstwo.
Po zrzuceniu zwierzchnictwa bizantyńskiego przez Stefana Nemanię w 1190 i zakończeniu przez niego zbierania ziem serbskich, jego syn i następca Stefan Nemanicz koronował się w 1217 na króla Serbii. Ustanowienie królestwa Serbii spowodowało stopniowo wyjście z użycia dotychczasowej nazwy państwa – Raszka. W tym czasie doszło również do uniezależnienia Kościoła serbskiego poprzez utworzenie autokefalicznego biskupstwa serbskiego, w 1345 przekształconego w patriarchat serbski. Po przejściowym kryzysie państwa, pod koniec XIII wieku władcy z dynastii Nemaniczów podjęli ekspansję na południowy wschód. W połowie XIV wieku za panowania Stefana Duszana w granicach Serbii znalazły się Macedonia, Epir, Tesalia i zachodnia Tracja. Skłoniło to Stefana Duszana do ogłoszenia się w 1346 carem Serbów i Greków. Po śmierci cara Duszana, za panowania jego syna Urosza (1355–1371), ostatniego władcy serbskiego z dynastii Nemaniczów, carstwo zaczęło się gwałtownie rozpadać. Śmierć ostatniego z Nemaniczów położyła kres istnieniu królestwa serbskiego.

## Historia Serbii Nemaniczów

### Uniezależnienie Serbii od Bizancjum

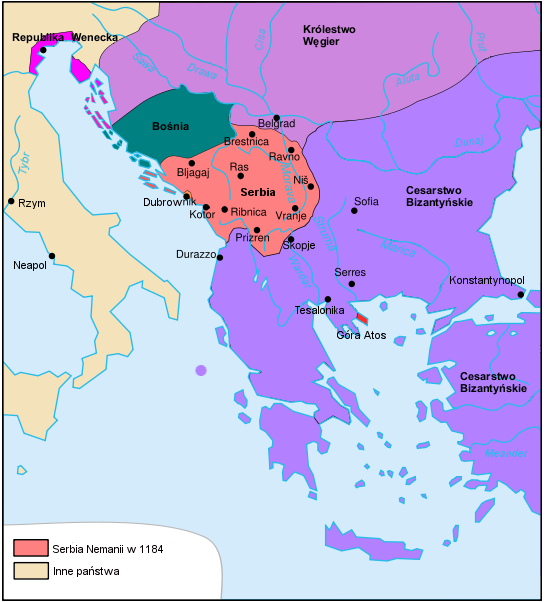
Serbia w okresie panowania Nemanii

Około 1168 cesarz bizantyński Manuel I Komnen, pragnąc utrzymać panowanie bizantyńskie w Serbii, zrzucił z tronu wielkożupańskiego sprawiającego kłopoty Bizancjum Desę i osadził na nim Tihomira, najstarszego syna Zawidy, przydzielając również dzielnice jego młodszym braciom: Stefanowi Nemanii, Stracimirowi i Mirosławowi. Około 1170 Nemania zbuntował się przeciw Tihomirowi I i dwukrotnie pokonał go przy pomocy braci. Tihomir zginął w czasie ucieczki z pola bitwy. Po zwycięstwie nad starszym bratem Nemania, wbrew woli cesarza, objął tron w Raszce. Dwaj młodsi bracia otrzymali nowe, rozleglejsze dzielnice, tym razem z ręki Nemanii. W 1172 roku Stefan Nemania musiał ukorzyć się przed cesarzem, uznając jego zwierzchnictwo, znalazł się nawet przejściowo jako więzień cesarski w Konstantynopolu.
Ponownie wystąpił przeciw Bizancjum dopiero w 1183, w przymierzu z Belą III, królem węgierskim – przyłączył wówczas do swego państwa ziemie położone wokół Niszu i Sredca. W tym samym roku podbił też resztki Królestwa Zety i osadził w niej swego najstarszego syna Wukana. Podbił również nadmorskie miasta Górnej Dalmacji: Danj, Sarda, Drivast, Svač, Ulcinj, Bar i Kotor. W 1186, po nieudanym oblężeniu Dubrownika, przeprowadzonym wspólnie z braćmi Stracimirem i Mirosławem, zawarł z miastem traktat pokojowy przyznający Dubrownikowi prawo prowadzenia swobodnego handlu „według starego zwyczaju” w całej Serbii, a zwłaszcza na targu Drijeva położonym u ujścia Neretwy do Adriatyku. Pod koniec życia podobne przywileje Nemania nadał również kupcom ze Splitu. Przyniosło to w następnych dziesięcioleciach rozkwit kolonii kupieckich i rzemieślniczych na ziemiach serbskich.
W 1190 Stefan Nemania wykorzystał przemarsz przez Bałkany krzyżowców pod wodzą Fryderyka Barbarossy i związane z tym konflikty pomiędzy krzyżowcami a Bizancjum i opanował północną i wschodnią Macedonię ze Skopjem, Pernikiem i Welbużdem (obec. Kiustendił). Po odejściu krzyżowców poniósł jednak klęskę nad Morawą. Bizantyńczycy odzyskali utracone terytoria, ale w zawartym układzie pokojowym uznali niezależność ziem Stefana Nemanii obejmujących Raszkę, Zetę, albańskie porty Pilot i Hvosno (obec. Metohija) i Kosowe Pole. Układ przypieczętowano małżeństwem drugiego syna Nemanii Stefana z bratanicą cesarza Eudoksją oraz nadaniem synowi Nemanii tytułu sebastokratora, podkreślającego zależność Serbii od Bizancjum.
W 1190 lub 1191, wykorzystując śmierć brata Stracimira, Nemania strącił z tronu humskiego brata Mirosława i osadził na nim swego najmłodszego syna Rastka. W ten sposób pod koniec życia zjednoczył ziemie serbskie pod jednym berłem.
Wiosną 1196 Stefan Nemania przekazał tron swemu średniemu synowi Stefanowi. Złożył w Studenicy śluby zakonne, przyjmując imię Symeona, a po upływie roku udał się na górę Atos, gdzie przebywał już jego najmłodszy syn Rastko. W czasie swego pobytu w klasztorze Stefan-Symeon posłał syna do Konstantynopola w celu uzyskania zgody cesarza Aleksego III Angelosa na założenie na górze Atos monasteru serbskiego, na ruinach monasteru Chilandar. Zmarł 13 lutego 1200.

### Ustanowienie królestwa

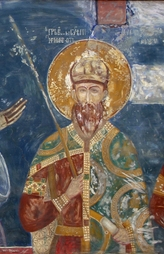
Stefan Pierwszy Koronowany, fresk z cerkwi w Prizrenie

Rozgoryczony pominięciem przez ojca jego praw do tronu Wukan rozpoczął zabiegi na Węgrzech i w Rzymie zmierzające do przejęcia władzy w państwie. Sytuacja Stefana Nemanicza zaczęła się gwałtownie pogarszać w związku z szybko postępującym upadkiem potęgi jego głównego sojusznika – Bizancjum. Wiosną 1202 przy pomocy sił węgierskiego króla Emeryka Wukan zaatakował ziemie swego brata. Jeszcze w 1202 wojna zakończyła się zwycięstwem Wukana. Stefan Nemanicz zbiegł na dwór cara bułgarskiego Kałojana. W zamian za Nisz wraz z rejonem wokół niego uzyskał pomoc bułgarską, która pozwoliła mu w następnym roku odzyskać władzę. Zwycięstwo Stefana wzmogło jeszcze wpływy kościoła wschodniego w jego państwie. Przyczynił się do tego również sam Stefan Nemanicz, starając się rozwinąć kult twórcy drugiego państwa serbskiego – swego ojca, Stefana Nemanii. W lutym 1208 jego brat Sawa przywiózł szczątki ojca z Chilandaru na Atosie do monasteru w Studenicy i objął godność archimandryty studenickiego. W 1209 na życzenie Stefana Nemanicza Sawa dokonał kanonizacji Stefana Nemanii. Kult ojca, czczonego pod imieniem świętego Symeona, umacniał pozycję syna, wielkiego żupana Stefana. Przedstawiał on własne sukcesy polityczne i militarne jako cuda świętego Symeona. Wzorem ojca Stefan tępił na swoich ziemiach mającą charakter opozycji feudalnej herezję bogomilską. Wypędzeni z Serbii bogomili schronili się w Dalmacji i Bośni, gdzie zaczęto ich nazywać patarenami.
W tym czasie sytuacja na Bałkanach uległa daleko idącym przeobrażeniom. W wyniku zdobycia Konstantynopola w 1204 przez uczestników IV krucjaty Cesarstwo Bizantyńskie rozpadło się na kilka państw łacińskich i greckich. Dziedzictwo greckie przejęły Cesarstwo Nicejskie i Despotat Epiru. W najbliższych latach to jednak łacinnicy przejęli inicjatywę polityczną. W następnych latach Stefan zacieśnił związki z katolicką Wenecją. Sojusz wzmocniło małżeństwo z wnuczką doży Henryka Dandolo. W 1217 Stefan uzyskał od papieża Honoriusza III koronę królewską – koronację królewską przeprowadził legat papieski. Oznaczało to powstanie drugiego na ziemiach serbskich królestwa, tym razem z ośrodkiem w Raszce.
W dwa lata po koronacji Stefan Nemanicz, zwany odtąd Pierwszym Koronowanym (Prvovenčani), umiejętnie wykorzystując napięcia pomiędzy łacinnikami i grekami, uzyskał wspólnie z bratem Sawą od patriarchy, wygnanego z Konstantynopola do bityńskiej Nicei, zgodę na utworzenie autokefalicznego biskupstwa serbskiego. Pierwszym arcybiskupem serbskim został Sawa, wybierając na swą stolicę biskupią monaster w Żiczy. Uzyskanie niezależności kościelnej stanowiło dla młodego królestwa niemałe osiągnięcie. Przypuszcza się, że Sawa jako metropolita serbski mógł ponownie koronować swego brata.

### Kryzys
Następcy zmarłego w 1227 Stefana Pierwszego Koronowanego – jego dwaj starsi synowie – rządzili krótko: Radosław przez siedem lat (1227–1234), Władysław przez lat dziewięć (1234–1243). Obydwaj byli władcami zależnymi; Radosław rządził w oparciu o potęgę swego teścia, cesarza Tesaloniki Teodora Angelosa, a po zwycięstwie Bułgarów nad Teodorem utracił władzę na rzecz Władysława. Tenże, wyniesiony na tron przez stronnictwo probułgarskie, został pozbawiony władzy po załamaniu się potęgi bułgarskiej wskutek najazdu tatarskiego.
W 1243 roku możnowładcy serbscy osadzili na tronie trzeciego z braci, Stefana Urosza I (1243–1276). Jego panowanie przyniosło powolną odbudowę znaczenia państwa.
Stefan Urosz I położył przede wszystkim podwaliny pod szybki rozwój gospodarczy Serbii w następnym stuleciu. Jego długie panowanie przyczyniło się do ożywienia handlu, prowadzonego przede wszystkim przez kupców dubrownickich, oraz do rozwoju targów i osad wczesnomiejskich, do których napływali przybysze z Dalmacji, a następnie z Włoch. W 1254 Stefan Urosz I zmusił ponadto Dubrownik do płacenia – za prawo prowadzenia handlu – rocznego trybutu w wysokości 2 tysięcy złotych monet, tzw. perperów. Za jego panowania została też wznowiona eksploatacja porzuconych u schyłku starożytności kopalń srebra i ołowiu. Stefan Urosz I sprowadził też do Serbii z Siedmiogrodu górników saskich, uciekinierów przed Mongołami. Pierwsze kopalnie powstały w okolicach Brskowa nad górną Tarą w zachodniej Serbii. Sasi założyli w pobliżu kopalni własne gminy miejskie, które królowie serbscy obdarzyli samorządem działającym na podstawie saskiego prawa górniczego. Do dochodów królewskich oprócz dochodów z eksploatacji kruszców wchodziły również dochody z cła i regalia mennicze – od wybijanej w dużej liczbie monety srebrnej.
W 1268 roku Stefan Urosz I zaatakował Węgry. Pustosząc banat Maczwy, dostał się jednak do niewoli i musiał zapłacić okup za swoje uwolnienie. W 1276 roku jego syn Dragutin, wsparty posiłkami węgierskimi, pokonał go w bitwie pod Gackiem. Stefan Urosz I abdykował na rzecz zwycięzcy i wstąpił do klasztoru.

### Dragutin i Milutin

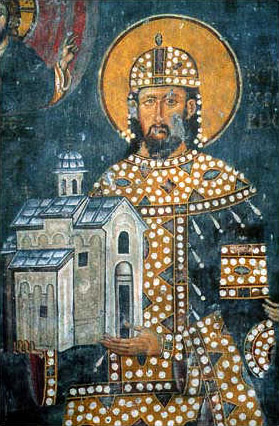
Stefan Dragutin

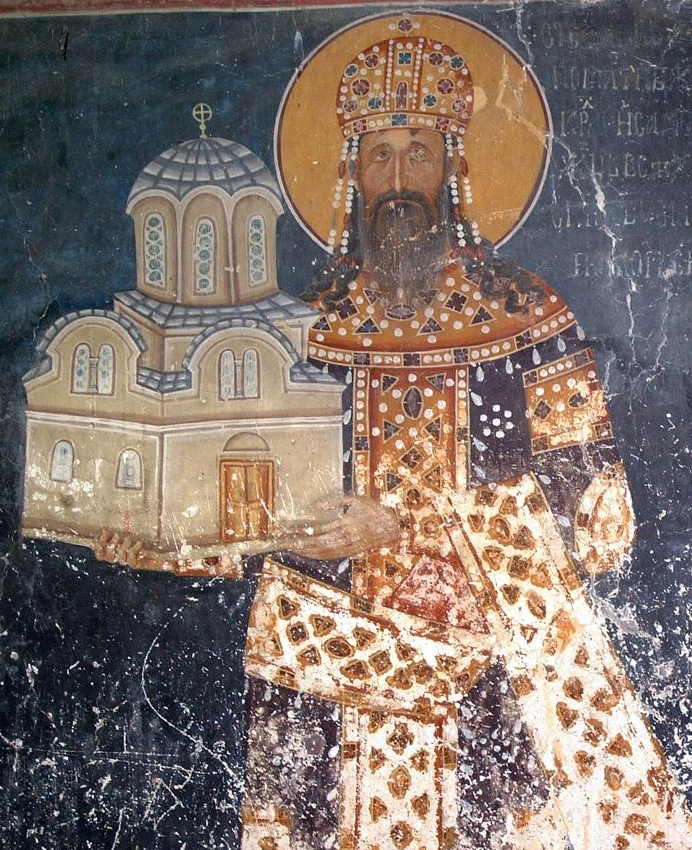
Stefan Milutin

Dragutin zdetronizował ojca z pomocą Węgrów. Zawarł też sojusz z Karolem Andegaweńskim, dążącym do wskrzeszenia zlikwidowanego przez Greków w 1261 Cesarstwa Łacińskiego. Objąwszy władzę Dragutin pod naciskiem, możnowładztwa wyznaczył swej matce Helenie rozległą dzielnicę obejmującą Zetę, Trawunię z wybrzeżem konawlańskim i zachodnią Serbię ze źródłami Ibaru i górnym Limem. W 1282 nieszpory sycylijskie położyły kres ambitnym zamiarom Karola Andegaweńskiego, wplątując go w wojnę w jego królestwie. Sabor serbski w Deževie zmusił wówczas króla do abdykacji na rzecz młodszego brata, Stefana Urosza II Milutina (1282–1321). Dragutin zachował posiadłości na północy państwa nad Zachodnią Morawą i wokół Rudnika, połączone terytorialnie z ziemiami, które otrzymał w lenno od króla węgierskiego – banatem Maczwy, obejmującym dolinę rzeki Kolubary i ziemię belgradzką.
Po objęciu władzy Stefan Milutin podjął ekspansję na południe w stronę Macedonii, którą Michał VIII Paleolog, jeszcze jako dowódca bizantyński, zdobył w 1259 częściowo na Epirze, a częściowo na Serbii (w 1258 Stefan Urosz I przejściowo opanował bowiem Skopje, Prilep i Kičevo). W 1282 i 1283 Milutin podbił północną Macedonię ze Skopjem, lecz dopiero w 1299, po trwającej wiele lat wojnie, zostało to usankcjonowane – cesarz Andronik II przekazał ją królowi serbskiemu jako wiano swej córki Simonidy Paleologiny, która została czwartą żoną Milutina. W 1308 Stefan Milutin ustalił przebieg granicy z Cesarstwem, zajmując dalsze ziemie w Macedonii.
Przyłączenie do Serbii znacznych obszarów, których ludność posługiwała się greką i pielęgnowała greckie obyczaje, a także przybycie do Serbii młodej królowej greckiej z licznym dworem, wywołało przewrót obyczajowy najpierw na dworze Milutina, a stopniowo w całym państwie, powodując szybki wzrost wpływów bizantyńskich. W dokumentach serbskich pojawiły się wtedy nieznane wcześniej greckie terminy dotyczące podatków i stanowisk urzędowych. W nowy sposób, z bizantyńskim przepychem, zorganizowano dwór królewski. Wzrastające stale dochody, czerpane głównie z eksploatacji kopalń srebra, pozwoliły też Milutinowi na wznoszenie coraz okazalszych fundacji kościelnych pod kierunkiem sprowadzonych z Konstantynopola artystów. Milutin założył monaster w Nagoričino koło Kumanowa w Macedonii oraz wokół głównych centrów swojego państwa, które w tym czasie przesunęły się z Raszki na Kosowe Pole i do Hvosna, zwanego coraz częściej Metohią (od „metoh” – posiadłość cerkiewna). Na Kosowym Polu powstała „zadužbina” Milutina – monaster w Gračanicy, a w Metohii – monastery w Banjskiej i Prizrenie. Poza Serbią wzniósł Milutin monaster św. Michała Archanioła w Jerozolimie, cerkiew Chilandaru na Atosie, a także cerkwie i budowle klasztorne w Tesalonice i w Konstantynopolu.
Strącony z tronu serbskiego Dragutin utworzył w północnej części ziem serbskich własne, rozległe państwo. Przyłączył Usorę i Soli w północnej Bośni, a następnie przy pomocy Milutina zajął ziemię braniczewską. Na początku XIV wieku, wspierany przez króla węgierskiego Karola Roberta i papieża, wypowiedział wojnę bratu Milutinowi, która zakończyła się po kilku latach ugodą przyznającą synowi Dragutina Władysławowi następstwo tronu serbskiego.
Dragutin zmarł w 1316. Po jego śmierci Milutin złamał ugodę i podbił państwo bratanka, wyjąwszy banat Maczwy i Belgrad, który w 1319 opanowali Węgrzy.
21 października 1321 Stefan Milutin zmarł po upadku z łóżka. Śmierć króla doprowadziła do wojny domowej pomiędzy jego dwoma synami i bratankiem.

### Ekspansja
Ostatecznie dzięki poparciu możnowładców Raszki zainteresowanych kontynuacją ekspansji na południe tron objął Stefan Urosz III Deczański (1321–1331), po pokonaniu brata Konstantyna, „młodego króla” władającego w Zecie oraz stryjecznego brata Władysława, syna Dragutina.

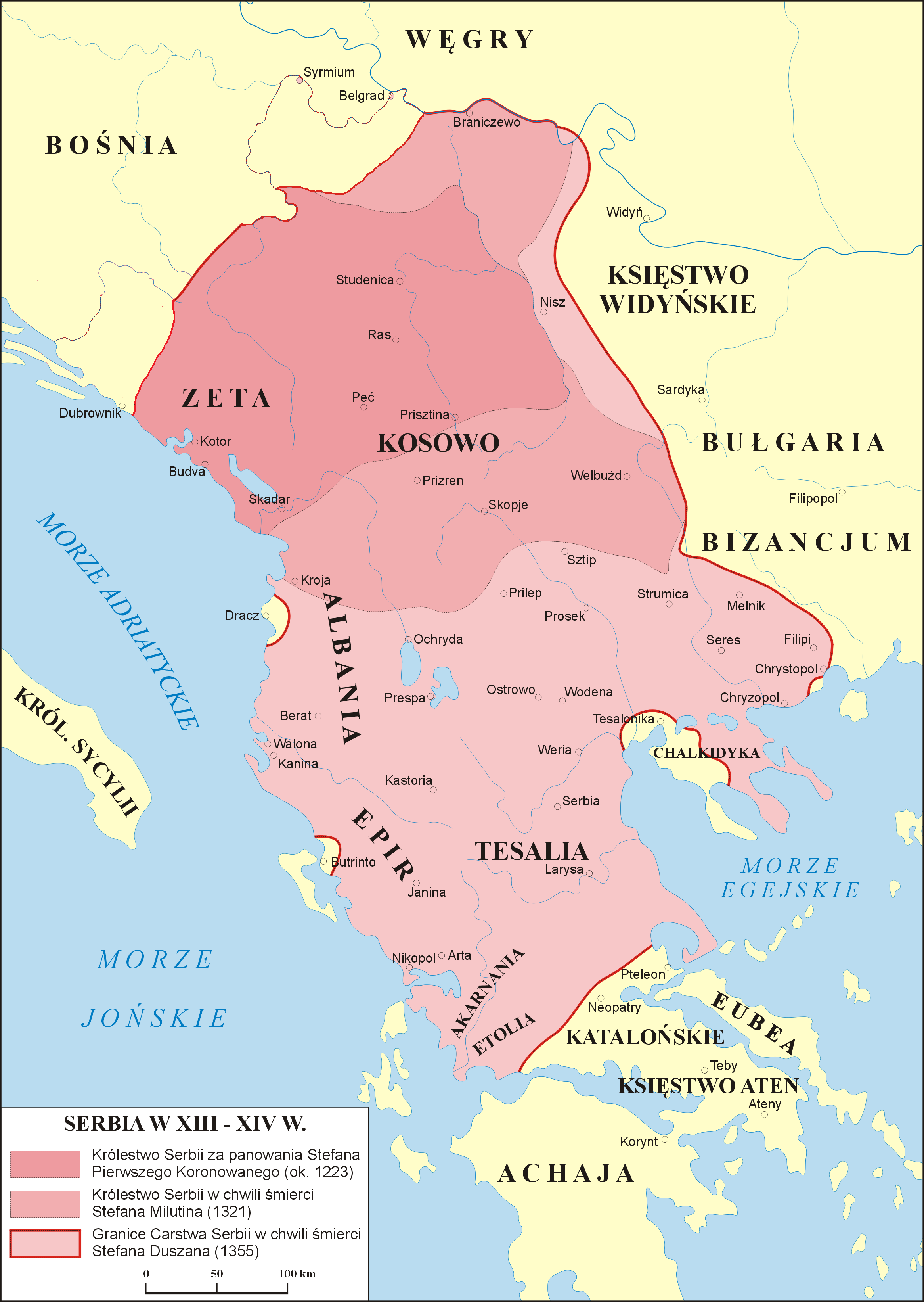
Rozwój terytorialny Serbii w XIII-XIV wieku

Po objęciu władzy wmieszał się w wojnę pomiędzy ojcem swej macochy Simonidy, Andronikiem II, a jego wnukiem, Andronikiem III, który po zakończeniu wojny zawarł sojusz z carem bułgarskim Michałem III Szyszmanem, mający na celu powstrzymanie dalszej ekspansji serbskiej w Macedonii. Car Michał wygnał swą pierwszą żonę Annę Nedę, siostrę Stefana Urosza III, i poślubił siostrę Andronika III. W decydującej rozgrywce Bizancjum nie wzięło jednak udziału. Losy Macedonii rozstrzygnęła krwawa bitwa pod Welbużdem w północno-wschodniej Macedonii, rozegrana 28 lipca 1330. Na założony tam obóz idących na Skopje Bułgarów niespodziewanie napadła armia serbska, złożona głównie z ciężkozbrojnej konnicy, w której służyli najemni rycerze zachodnioeuropejscy. Serbowie rozbili 12-tysięczną armię bułgarską, wspomaganą przez liczące 3000 zbrojnych posiłki wołoskie, tatarskie i osetyńskie. Car zginął, uciekając z pola bitwy.
Zwycięski Stefan Deczański osadził na tronie bułgarskim swą siostrę Annę Nedę i jej małoletniego syna Iwana Stefana, nie wysuwając roszczeń terytorialnych w stosunku do Bułgarii. Zrezygnował też z kontynuowania wojny z Andronikiem III. Niezadowoleni możnowładcy wynieśli wówczas na tron władającego Zetą syna królewskiego – Stefana Duszana (1331–1355). Zdetronizowanego starego króla uwięziono 21 sierpnia 1331 i osadzono na zamku Zweczan, gdzie następnie został uduszony. Pochowano go w jego zadużbinie w monasterze Visoki Dečani w Metohii, gdzie przez stulecia czczono jego zwłoki jako nie ulegające rozkładowi relikwie „świętego króla”.
W 1334, zachęcony przez zbuntowanego przeciw Andronikowi III magnata Sergijana, Stefan Duszan wyruszył na Macedonię. Zdobył Prilep, Ochrydę, Strumicę i Kastorię i dotarł aż pod Tesalonikę. W tym samym roku zawarł układ pokojowy, przyznający mu Macedonię Wardarską, z granicą przebiegająca mniej więcej tak jak obecna macedońsko-grecka. Po śmierci Andronika III (1341) Stefan Duszan poparł w wojnie domowej w Bizancjum pomiędzy zwolennikami małoletniego cesarza Jana V Paleologa a stronnictwem arystokratycznym, na którego czele stanął Jan Kantakuzen – obóz arystokratyczny. W 1342 Jan Kantakuzen zbiegł do Serbii, prosząc o pomoc. Jeszcze w tym samym roku wyruszył na Serres w Macedonii Egejskiej, podczas gdy Duszan opanował Woden. Gdy Serres stawiło zacięty opór, a Tesalia uznała Kantakuzena za cesarza, Duszan zerwał sojusz z nim i podjął nową, samodzielną wyprawę do Albanii. Historycy nie są zgodni pod względem chronologii dalszych działań. Pewne jest, że do 1345 wojska serbskie podzielone na dwie armie opanowały Albanię i Macedonię Egejską wraz z twierdzami: Kroją, Beratem, Waloną, Leriną, Kastorią i Werroią (Berem), a na koniec kampanii, w ostatnich dniach września 1345 zmusiły do kapitulacji Serres. Mnisi z góry Atos uznali wówczas Duszana swoim władcą.

### Carstwo Stefana Duszana

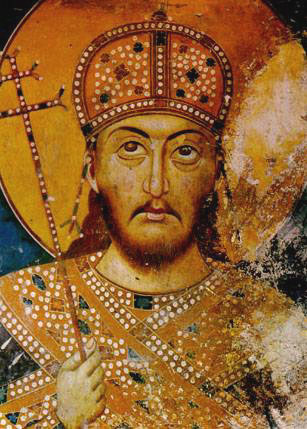
Car Stefan Duszan

Tryumf ten skłonił króla do przyjęcia na ogólnopaństwowym saborze tytułu cara (basileusa) Serbów i Greków. Tym samym ogłosił program likwidacji cesarstwa Paleologów i zastąpienia go nowym carstwem serbsko-greckim. Na żądanie Duszana patriarcha bułgarski, arcybiskup ochrydzki i mnisi atońscy proklamowali biskupa Joannikija patriarchą Serbów i Greków. 16 kwietnia 1346 nowy patriarcha koronował uroczyście Stefana Duszana na cara Serbów i Greków. Stolicą państwa Duszana zostało Skopje, a następnie położony dalej na wschód Serres.
Powstanie nowego carstwa wymagało reformy aparatu władzy i sądownictwa. Duszan utworzył z terenów zdobytych na Bizancjum Romanię, w której rządy sprawowane miały być wedle obyczaju greckiego – dokumenty wystawiane były w języku greckim, sądy sprawowane według greckich praw. Królem Serbii został mający około 10 lat syn Duszana – Urosz. W jego imieniu rządy w królestwie sprawował ojciec. Bezpośrednio władał grecko-macedońską Romanią. Na dworze wprowadził bizantyński ceremoniał. Swoich najbliższych współpracowników i najwybitniejszych wojskowych, członków dynastii i krewnych obdarzył najwyższymi tytułami dworskimi. Przyrodni brat Duszana, Symeon Siniša i szwagier Jovan Asen, brat carowej Heleny oraz Jovan Oliver zostali despotami. Dejanowi, mężowi Teodory, siostry Duszana i Branko Mladenoviciowi, przodkowi dynastii Brankowiczów, przyznał tytuł sewastokratorów, a Vojihnie tytuł cezara, kiedyś najważniejszy po cesarskim.
Car przeprowadził też dzieło kodyfikacji zwyczajowego prawa serbskiego. W 1349 ogłosił w Skopju statut, obejmujący 153 paragrafy, a dopełniony do ponad 200 paragrafów na saborze w Serres w 1354. Statut rozszerzył kompetencje sądów państwowych, likwidował wiece (zgromadzenia) ludu wiejskiego, potwierdzał liczne przywileje króla i możnowładców w stosunku do ludności wiejskiej zwane serbami. Potępiał „herezję łacińską”, a prawosławnym Serbom zakazywał związków małżeńskich z katolikami określanymi jako „półwierzący”. Głównym celem kodyfikacji było umocnienie i rozszerzenie kompetencji sądów państwowych, uporządkowanie stosunków społecznych i potwierdzenie nadanych przywilejów.
Wkrótce Duszan wznowił wojnę przeciwko Bizancjum, w którym od 1347 rządził Jan Kantakuzen. W latach 1347–1348 Stefan Duszan zdobył Epir, który następnie oddał w zarząd przyrodniemu bratu Symeonowi, a wojewoda Preljub zdobył w tym czasie Tesalię, którą otrzymał od cara w zarząd wraz z tytułem cezara.
Granice północne nie przykuwały uwagi Duszana w tym stopniu, co południowe. W 1335 odparł wyprawę króla węgierskiego Karola Roberta skierowaną na górniczy Rudnik. W traktacie pokojowym, zawartym dopiero w 1346 z Ludwikiem I (1342–1382), zrzekł się pretensji do dawnych posiadłości Stefana Dragutina i Belgradu, zamku Golubca na Dunaju i banatu Maczwy. W stanie wojny z Węgrami znalazł się ponownie przed samą śmiercią na przełomie 1354 i 1355. Usiłował odzyskać utracony Hum, lecz podjętą w 1350 wyprawę przeciw Bośni musiał przerwać, odwołany do zaatakowanej przez Greków Macedonii.
Przed śmiercią w 1355 usiłował opanować Tesalonikę i zamierzał wyruszyć na Konstantynopol. Dla swojego planu próbował zjednać nawet papieża, obiecując w zamian uznanie jego zwierzchnictwa. Główną przeszkodę w zdobywaniu obydwu miast stanowił brak floty, którą Duszan zaczął budować w 1348. Zmarł 20 grudnia 1355 pod Werroią, przygotowując się do ataku na Tesalonikę.

### Upadek

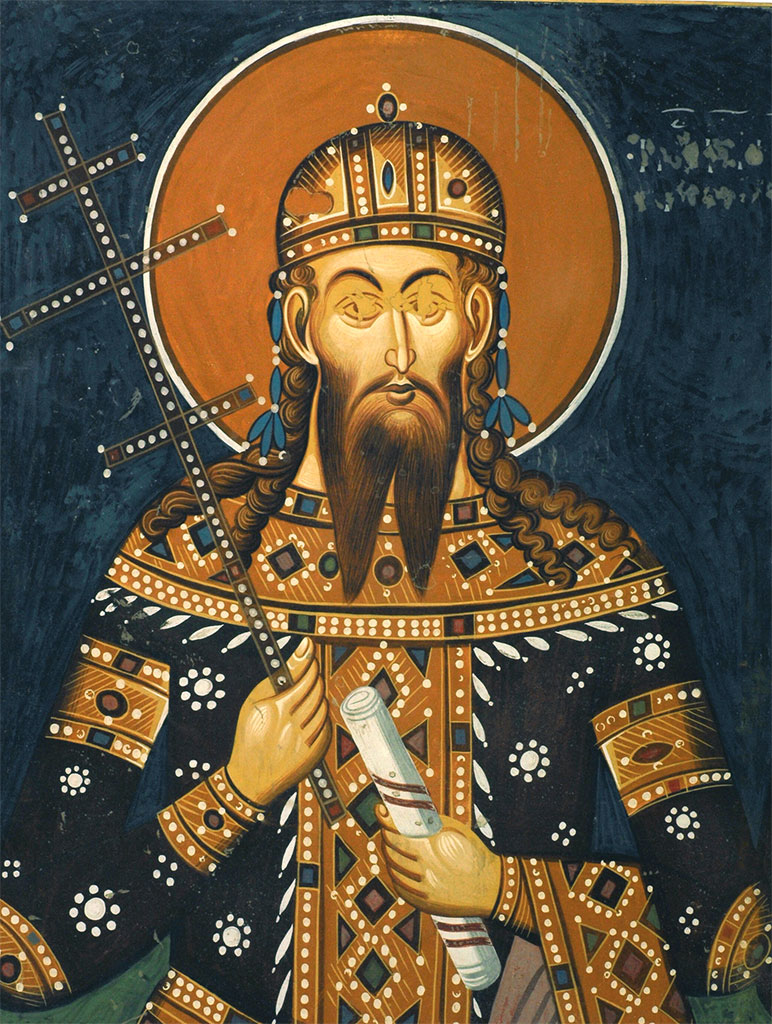
Car Urosz I zwany Nijakim

Po śmierci Stefana Duszana utworzone przez niego państwo rozpadło się. Syn Duszana, car Urosz I (1355–1371), utrzymał w swych rękach jedynie północną Macedonię. Pozostałymi ziemiami podzielili się krewni i wodzowie zmarłego władcy.
Jako pierwszy bunt podniósł przyrodni brat Stefana Duszana, Symeon Siniša, odrywając Tesalię i Epir oraz część ziem macedońskich i ogłaszając się w Kastorii carem. Po kilkuletnich walkach została mu Tesalia i Epir. W 1367 północny Epir przekazał synowi Preljuba, Tomaszowi.
Za przykładem Symeona własne państwo we wschodniej Macedonii ze stolicą w Serres utworzyła cesarzowa wdowa Helena. Zetę opanowali trzej bracia Balšicie. Dalej na zachód rządy przejął Vojislav Vojinović, który początkowo uznawał władzę zwierzchnią Urosza I. Nie przeszkodziło mu to pod koniec lat 50. podjąć we własnym imieniu wojny z Dubrownikiem, zakończonej układem pokojowym w 1360. Północno-zachodnie ziemie wokół Rudnika opanował bratanek knezia Vojislava, żupan Nikola Altomanović. Po śmierci stryja, Vojislava (1363), zagarnął również jego ziemie, stając się na krótko najpotężniejszym władcą w Serbii. Do większego znaczenia zaczął też dochodzić kneź Łazarz Hrebeljanović, syn logotety (kanclerza) cara Duszana, Pribaca. Posiadał początkowo ziemie wokół Nowego Brda w południowej Serbii, udało mu się jednak opanować w 1370 Rudnik, należący do Altomanovicia.
W serbskiej Macedonii najsilniejsze państwa utworzyli bracia Vukašin i Jovan Uglješa. Vukašin zarządzał w imieniu słabego Urosza I jego ziemiami w północnej Macedonii. W 1365 otrzymał od cara koronę Serbów i Greków. W Ochrydzie osadził własnego namiestnika, cezara Novaka.
Jovan Uglješa, obdarzony w 1359 tytułem wielkiego wojewody, a później despoty, objął ziemie carowej Heleny wraz z miastem Serres, gdy ta wstąpiła do klasztoru. Po śmierci swego teścia, Vojihny, przyłączył do swego państwa Dramę w zachodniej Tracji. Na zachód od Uglješy własne państwo posiadał Bogdan, a wokół Werroi i Wodenu wojewoda Hlapen. We wschodniej i północnej Macedonii rozległe posiadłości zdobyli dwaj synowie despoty Dejana, pana Žegligova, Jovan Dragaš i Konstantyn Dejanovicie. Główny ośrodek ich państwa stanowił Welbużd.

## Stosunki społeczno-gospodarcze

### Rozwój gospodarczy
W XII i XIII wieku nastąpił szybki rozwój gospodarczy Serbii. Przez masowe karczowanie lasów na zboczach górskich zwiększył się areał ziem uprawnych. Udoskonalono narzędzia używane przy uprawie roli, m.in. pług. W XII wieku uzyskiwano głównie proso, zboże najbiedniejszych i pszenicę. Wprowadzenie w XIII wieku systemu trójpolowego z zastosowaniem pługa, niekiedy już z żelaznym lemieszem, ożywiło produkcję rolną, umożliwiając sprzedaż nadwyżek. Szybko rozwijało się też rzemiosło obsługujące dwór i monastery. Wielkie klasztory zakładały winnice i podejmowały sprzedaż wina oraz artykułów rolnych i hodowlanych. Wobec słabości osad miejskich tworzyły także warsztaty rzemieślnicze, czasem bardzo wyspecjalizowane, np. złotnicze. Towary eksportowe stanowiły wyroby ze skóry, futra i wosk, od drugiej połowy XIII wieku również metale oraz drewno i produkty z niego. Rozwój pasterstwa przyczynił się do wzrostu liczebności ludności właskiej.
W wielkich majątkach ziemskich rentę odrobkową zaczęto stopniowo zastępować pieniężną, co przyczyniło się do poprawy sytuacji chłopów, którzy też aktywniej włączyli się w kolonizację nowych lub opuszczonych ziem. W XIV wieku wciąż jednak przeważała renta odrobkowa. Nadal też obok zależnych od pana meropsów istniała warstwa niewolnych otroków, osadzonych na roli lub pracujących jako czeladź we dworach.

### Górnicy

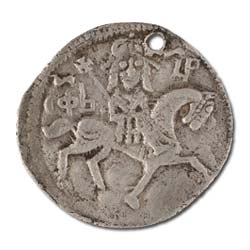
Carski dinar Duszana

Wielkie znaczenie dla rozwoju gospodarczego kraju miało uruchomienie porzuconych w V-VII wieku kopalń srebra i ołowiu, a także złota. Górnictwo spowodowało kilkakrotny wzrost dochodów królewskich. Eksploatacją kopalń zajęli się górnicy sascy, zwani przez Dubrowniczan z włoska Tedeschi, przybyli na Bałkany po najeździe tatarskim 1241–1242, najprawdopodobniej z Siedmiogrodu. W dokumentach pojawiają się po raz pierwszy w 1254. Pierwsza ich gmina powstała w leżącym na zachodzie Serbii Brskowie nad Tarą (gdzie wydobywano srebro) pod przywództwem knezia Prebegera (niem. Frajberger) i kapelana Konrada. Prowadzili w niej działalność niemieccy dominikanie. Gmina utrzymywała też kontakty z konwentem Krzyżaków w Akkonie. Później rozpoczęto eksploatację pokładów rud srebra i ołowiu w Rudniku (1312), gdzie wydobywano również miedź, Trepčy (przed 1313–1316), Janjevie i Nowym Brdzie. W tym ostatnim, za króla Milutina noszącym nazwę Nyeuberg, wydobywano także złoto i miedź. Kopalnie żelaza pojawiły się również w Macedonii. Przybysze sascy przynieśli własną technikę górniczą, stosowana przez nich terminologia przeniknęła do języka serbskiego. Rządzili się też własnym prawem górniczym, wielokrotnie potwierdzanym przez królów serbskich. Poszczególne sztolnie, po serbsku okna, lub ich części stanowiły własność górników. Król pobierał jako opłatę regalną 8–10% wydobytego metalu. Z licznych statutów zachował się w oryginale Statut kopalni i osady Nowe Brdo, wydany przez knezia Stefana Łazarewicza w 1412. Na czele gminy stało 12 purgarów (niem. bürger – mieszczanin), sprawujących władzę sądowniczą. Sprawy sporne pomiędzy górnikami a ludnością spoza gminy rozstrzygał sąd rozjemczy, w którym połowę składu stanowili przedstawiciele gminy górniczej.

### Mieszkańcy miast
Jednolity stan mieszczański nie zdołał się uformować do końca XIV wieku. W osadach wczesnomiejskich mieszkali osadnicy sascy i obywatele miast dalmatyńskich. Ci pierwsi zajmowali się nie tylko górnictwem, ale również lichwą, wyrębem lasów oraz rzemiosłem miejskim. Stopniowo mieszali się oni z ludnością miejscową, na którą rozciągnięto saskie prawo. Gminom takim przewodzili kneziowie i purgarowie wybierani przez ich obywateli. Odrębne gminy tworzyli zajmujący się kupiectwem obywatele miast dalmatyńskich. Dubrowniczanie mieli nawet własne sądownictwo. Do Serbii sprowadzali oni sukno, wino i luksusowe wyroby rzemieślnicze, skupowali natomiast: skóry, wosk, suszone mięso, metale i drewno.

### Właściciele ziemscy

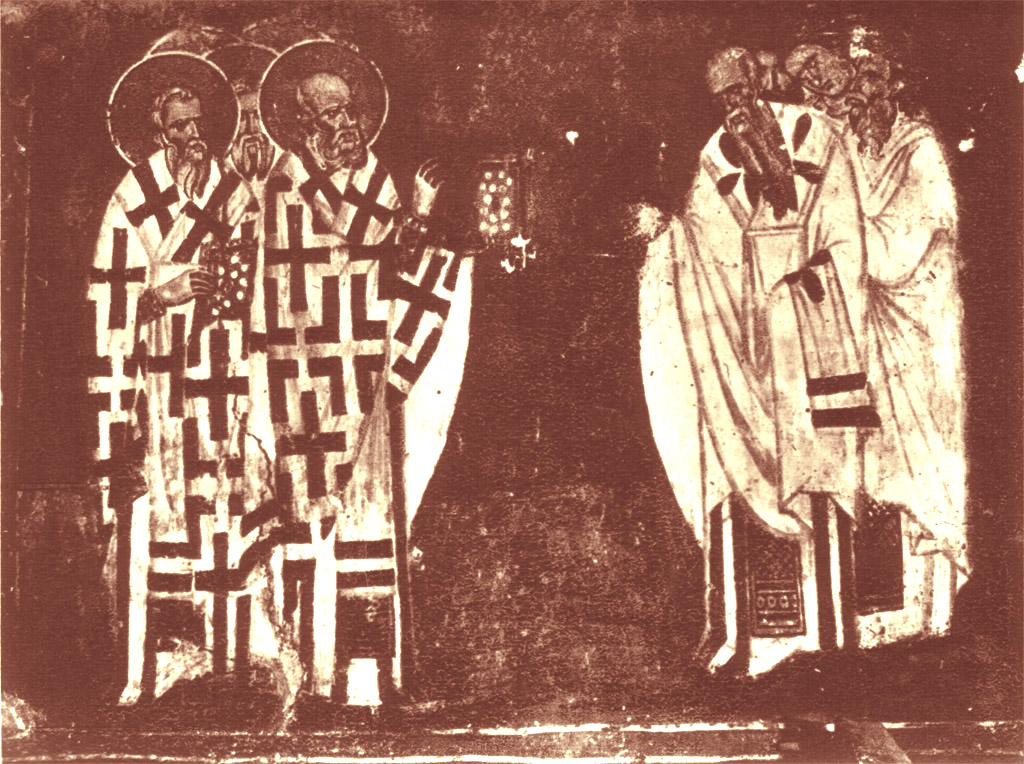
Sabor przeciw bogomiłom

Warstwę panującą tworzyli oprócz dynastii królewskiej, wyżsi duchowni, głównie biskupi będący zarazem ihumenami monasterów prawosławnych fundowanych przez dynastię królewską. Obok nich vlastela – możnowładcy świeccy i vojnici – średni i drobni feudałowie, od XIV wieku zwani vlasteličiciami. Do wielkiego żupana, a potem króla należały grody i wsie żupskie. Posiadłości nadane przez władcę Cerkwi i możnowładcom tworzyły seniorie feudalne, tzw. vlastelinstva, które uzyskując coraz szerszy immunitet, przekształcały się w ciągu XIII i XIV wieku w niemal samodzielne państewka, co ostatecznie stało się przyczyną rozkładu państwa serbskiego. Dobra kościelne otrzymywały immunitet ekonomiczny i sądowy, majątki świeckich panów głównie sądowy. Arcybiskupstwo serbskie otrzymało w początku XIII wieku 57 wsi i przysiółków oraz 217 Włachów. Ufundowany przez Stefana Deczańskiego w Metohii monaster Visoki Dečani obejmował 2166 gospodarstw rolniczych i rzemieślniczych i 266 właskich. W XIII wieku dotarł do Serbii z Bizancjum przez Bułgarię system pronij. Królowie serbscy oddawali ziemie zwane pronijami w warunkowe posiadanie w zamian za obowiązek konnej służby wojskowej. Własnych pronijarów posiadały też bogatsze monastery.

### Chłopi
W XII i XIII wieku nastąpił też proces przekształcenia wolnej ludności chłopskiej posiadającej dziedziczne prawo do uprawianej ziemi, zwane baštiną, w ludność zależną. Ogół ludności wiejskiej zwano sebrami. Sebrowie mieszkali w jednoizbowych drewnianych kućach krytych dwu- lub czterospadowym słomianym dachem. Dzielili się na wolnych baštiników i kilka kategorii ludności zależnej.
- Chłopów zależnych zajmujących się wyłącznie rolnictwem i hodowlą określano mianem merophów (l.p. meropah) lub meropsów, nazywano ich też z grecka parikami. Zachowywali oni prawo własności ziemi należącej do ich gospodarstw, mogli samodzielnie występować przed sądem nawet w sprawach ze swymi właścicielami. Ich obowiązkiem były meropaške rabote (prace pańszczyźniane). Panom oddawali rentę naturalną wynoszącą 1/10 plonów. Na rzecz Cerkwi składali lukno (1 miarę) zboża lub dwa denary od każdej rodziny. Meropsi z monasteru Bogurodzicy w Bistricy orali w 1234 7,5 matów ziemi (mat – pole obsiewane 1 matem zboża – 15 kg), kosili siano, plewili lub żęli przez 6 dni w roku i wykonywali inne drobniejsze prace. W XIV wieku pracowali przez 2 dni w roku, a jako dań oddawali 1 kabal (mat) zboża, słód, chmiel, opał, kamienie młyńskie i jagnięta. Byli też czasem zobowiązani do ponosu (transportu własnym wozem towarów monasteru), do dostarczania drobnej zwierzyny łownej i skopywania winnicy. Dopiero w XIV wieku zaczęli opłacać daniny pieniężne.
- Do uprzywilejowanej warstwy ludności należeli również sokalnicy. Stanowili grupę drobnych funkcjonariuszy seniorii, podobnie jak polscy komornicy czy włodarze. Sokalnikami zostawali najczęściej synowie rzemieślników, którzy nie wyuczyli się rzemiosła, albo nieumiejący czytać synowie popów. Było ich trzydziestokrotnie mniej niż meropsów. W Bistricy w 1234 byli zobowiązani do orania tylko 4,5 matów ziemi klasztornej, a ponadto pełnili różne służebności: transportowali towary, towarzyszyli panu w podróży, pracowali we dworze. Do zadań wykonywanych przez sokalników należały także reperacje budynków.
- Podobna do sokalników była sytuacja rzemieślników dworskich zwanych majstroi lub obrtniki. Poza produkcją rzemieślniczą byli oni zobowiązani do świadczeń zbliżonych do sokalniczych. W XIV-wiecznych spisach klasztornych występują: złotnicy, kowale, siodlarze, krawcy, cieśle, skórnicy i murarze.
- Najmniej liczną grupę ludności wiejskiej stanowili niewolni otrocy. W rozumieniu serbskiego prawa zwyczajowego stanowili oni własność (baština) swego pana, który mógł nimi nawet handlować. W średniowiecznej Serbii istniał handel niewolnikami. Stopniowo jednak sytuacja otroków zaczęła się poprawiać. Statuty cara Duszana przewidywały już ich odpowiedzialność przed sądem cara za główne przestępstwa karne. Jeśli otrocy mieszkali w tych samych wsiach, co meropsi, obowiązywały ich te same obciążenia. Jeśli mieli własne gospodarstwa, ich sytuacja ekonomiczna zbliżała się do sytuacji meropsów[31][34].

Odrębną grupę ludności wiejskiej stanowili Własi. Byli to potomkowie ludności romańskiej, która porzuciwszy dawne zatrudnienia zajęła się pasterstwem, w XIII wieku posługiwali się już przeważnie językiem serbskim. Stanowili uprzywilejowaną warstwę ludności wiejskiej, wolną od renty odrobkowej. Latem pędzili owce i bydło na pastwiska w góry, jesienią schodzili z nimi na wybrzeże Adriatyku, gdzie sprzedawali zwierzęta, wełnę i skóry mieszkańcom nadmorskich miast. W XIII wieku Własi zaczęli się osiedlać na stałe. Często w katunach (osadach) właskich zamieszkiwali również meropsi szukający poprawy warunków bytowych. Własi swobodnie mogli zmieniać siedziby, utracili jednak prawo opuszczenia vlastelinstva. Za wypas łąk i pastwisk płacili daninę zwaną trawniną, wynoszącą 1 sztukę bydła lub owcę od 100 sztuk wypasanych. Często najmowali się też do wypasu stad właścicieli ziemskich w zamian za żywność lub zapłatę w owcach. Obowiązywał ich ponos i jeśli mieli ziemię, koszenie siana. Trudnili się ponadto transportem karawanowym i wynajmowali konie kupcom.

## Daniny

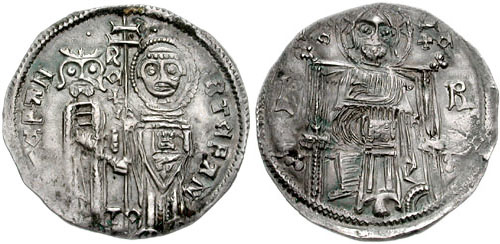
Monety bite przez Stefana Urosza III

W Serbii Nemaniczów istniał rozbudowany system danin i powinności.
- Soće – podstawowy podatek składany w zbożu, zamieniany stopniowo na pieniężny
- Obrok – podatek przeznaczony na utrzymanie urzędników żupskich, czyli lokalnej administracji
- Priselica – obowiązek goszczenia i utrzymywania władcy, jego urzędników i służby w podróży
- Gradozidanje – obowiązek budowy grodów
- Gradobljudenje – obowiązek pełnienia warty w grodzie
- Vojevanje – obowiązek uczestniczenia w wojnach
- Velike i male rabote – prace wykonywane na ziemi władcy lub w jego dworze.

Ponadto ściągano liczne opłaty nadzwyczajne. Dochody z danin i dóbr królewskich zasilały skarbiec królewski (riznica lub kuća kraljeva – dom królewski). W drugiej połowie XIII wieku ich znaczenie zmalało na rzecz wpływów z praw regalnych i monopoli królewskich – związanych z prawem bicia monety, użytkowania bogactw ziemi i przewożenia towarów. Ściąganiem ceł zajmowali się dzierżawcy komór celnych, głównie Dubrowniczanie i Kotoranie.

## Ustrój polityczny
Władca serbski nosił tytuł wielkiego żupana, a następnie króla. Używał także licznych tytułów honorowych wzorowanych na tytulaturze cesarzy bizantyńskich. Do najważniejszych z nich należało miano samodzierżcy (autokratora). Władca był zawsze, także za życia, nazywany świętym i prawowiernym królem. Wielu monarchów serbskich po śmierci kanonizowano. Władca posiadał wiele praw regalnych, wśród nich prawo do całej niezajmowanej ziemi i do posiadłości, które pozostały bez dziedzica. Do monarchy należała najwyższa władza sądowa i wojskowa, sprawowana przy pomocy urzędników.
Główne urzędy w państwie były następujące:
- wielki wojewoda, wielki sługa i wielki czelnik – główni dowódcy wojskowi,
- wielki tepczi (tepčije) – prawdopodobnie dowódca straży pałacowej,
- kaznac albo protovestijar (z grecka) – zarządca skarbu królewskiego,
- logoteta – stojący na czele kancelarii państwa (kanclerz).

Oparciem dla tronu było duchowieństwo prawosławne. Podlegało ono tylko własnemu sądownictwu. Niemal każdy z władców powiększał dobra klasztorne, a także fundował własną zadužbinę – monaster, w którym miał być pochowany i który miał zapewnić zbawienie jego duszy.
Władzę królewską ograniczały sabory – zwoływane w razie potrzeby zjazdy wyższego duchowieństwa, możnowładców i urzędników dworskich. Decydowały o najważniejszych sprawach państwa, takich jak wybór arcybiskupa, później patriarchy, wypowiedzenie wojny, zwarcie pokoju, ogłoszenie zbioru praw, walka z herezją.
Państwo było podzielone na okręgi grodowe posiadające własne terytoria żupskie dzielące się na żupy. Okręgi zwano: grad, strana lub oblast. Na szczeblu lokalnym władzę sprawowali:
- sewast, knez lub żupan – zarządcy okręgów,
- praktor i kaznac – poborcy podatków,
- kefalija gradski – zarządca grodu z okręgiem,
- kastrofilak – dowódca załogi grodu,
- sędziowie grodzcy i żupscy[37].

Do służby wojskowej zobowiązani byli vlastela i vlasteličici wraz z oddziałem wojskowym, który byli zobowiązani wystawić. W pierwszej połowie XIV wieku przejęty został od Węgrów chorągiewny system organizacji armii. Każdy wielki feudał świecki i duchowny zobowiązany był wystawić na swój koszt i oddać do dyspozycji władcy chorągiew, którą – jeśli liczyła ponad 500 rycerzy – mógł prowadzić pod własnym sztandarem. Średnią szlachtę prowadził na wojnę żupan pod własnym sztandarem. Obok wojska feudalnego dużą rolę odgrywali najemnicy (Tatarzy, Turcy, Jasowie lub rycerze zachodni) opłacani z dochodów z kopalin.

## Sztuka

### Szkoła raszkańska
W architekturze, rzeźbie i malarstwie powstał u początku istnienia państwa Nemaniczów kierunek zwany szkołą raszkańską, nawiązujący do architektury bizantyńskiej V-VII wieku oraz do nowych prądów epoki odrodzenia komneńskiego. Charakterystyczne dla nowego stylu było łączenie wpływów bizantyńskich z romańskimi promieniującymi z Dalmacji i pobliskiej Italii.

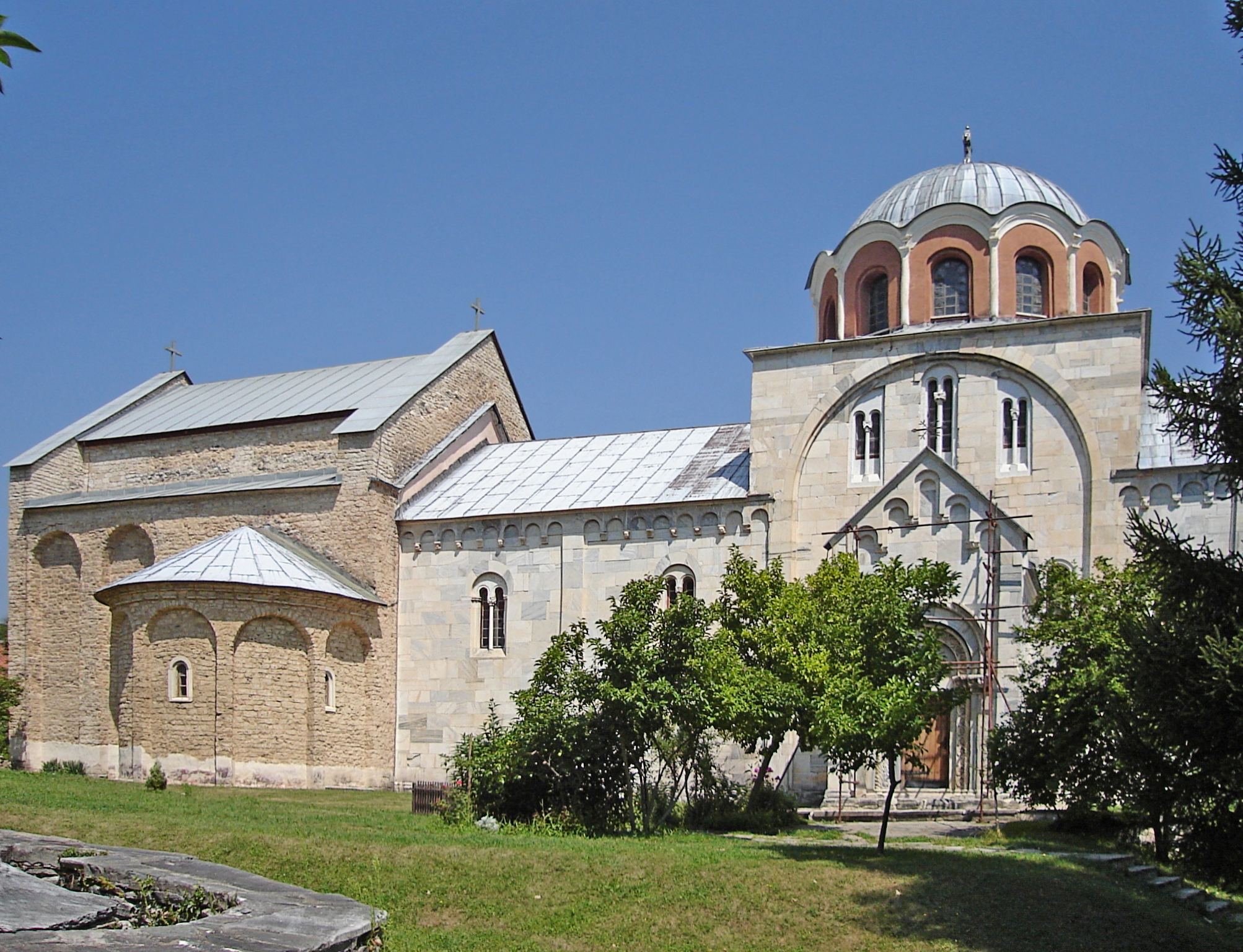
Monaster w Studenicy

Do najstarszych zabytków szkoły raszkańskiej należą cerkwie ufundowane przez Stefana Nemanię: św. Mikołaja w Teplicy pod Kuršumliją, ukończona ok. 1168/1172, św. Jerzego w Rasie i nieco późniejsza Zaśnięcia Bogurodzicy w Studenicy (1183–1191). Cerkiew studenicka posiada cechy budowli romańskiej. Jej ściany i apsyda rozczłonkowane są lizenami, a całość zdobi romański fryz arkadowy na konsolach. Natomiast zapożyczeniem z architektury bizantyńskiej jest rozczłonkowanie zewnętrznej ściany podbudowy kopuły za pomocą dużego łuku z potrójnym oknem. W latach 1228–1234 król Stefan Radosław dobudował do fasady zachodniej narteks (przedsionek) w stylu gotyckiej architektury cysterskiej.
W latach 20. XIII stulecia powstała cerkiew arcybiskupia w Żiczy w dolinie Zachodniej Morawy. Nie posiada ona bocznych apsyd ani romańskich murów. Centralną część budowli przykrywa natomiast kopuła wsparta na masywnym bębnie z ostrołukowymi blendami. Ściany zewnętrzne zostały otynkowane i pomalowane na czerwono na modłę bizantyńską. Z tego samego okresu pochodzą cerkwie Djurdjevi Stupovi w Budimlju pod Beranami oraz Bogurodzicy Hwostańskiej koło Peći i ufundowana przez króla Stefana Władysława (1234–1235) cerkiew monasteru w Mileševej. W budowlach tego okresu silnie zaznacza się kierunek pionowy. Bębny pod kopułami są wyższe i węższe od nawy głównej świątyni. Tworzą sześcienną podbudowę, z której wyrastają dopiero łuki, na których wspiera się kopuła. Boczne korytarze zostają wydłużone, tworząc rodzaj nawy poprzecznej. Z architektury bizantyńskiej pochodzą narteksy i egzonarteksy (przedsionki zewnętrzne). Natomiast wieże egzonarteksu od strony zachodniej nawiązują raczej do architektury romańskiej.
Z drugiej połowy XIII wieku pochodzi cerkiew monasteru Sopoćani wzniesiona w latach 60. XIII wieku z rozkazu króla Stefana Urosza I. Cerkiew posiada kopułę na wysokiej podbudowie i narteks włączony do właściwej cerkwi. Od strony zachodniej egzonarteks i wysoką wieżę. Ze względu na to, że całość wraz z bocznymi korytarzami i dobudówkami pokryto wspólnym dachem, budowla sprawia wrażenie trójnawowej bazyliki z kopułą. Z podobnego okresu pochodzi cerkiew w Gradcu koło Čačka, fundacja Stracimira, brata Stefana Nemanii, gruntownie przebudowana w latach 70. XIII wieku. Budowla ma żebrowe sklepienie, łamane łuki i gotyckie elementy dekoracyjne.

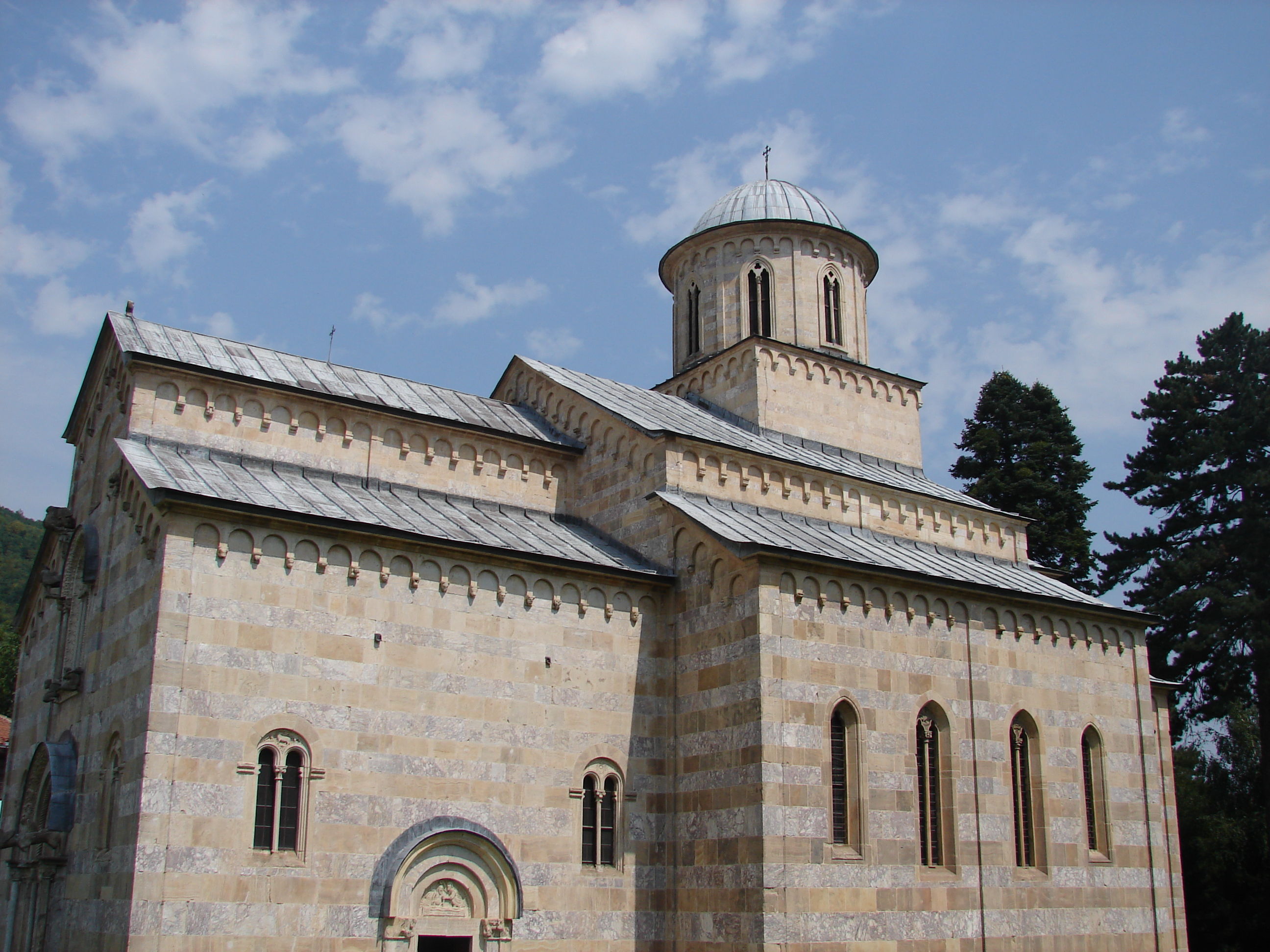
Monaster Visoki Dečani

Najpóźniejszym zabytkiem szkoły raszkańskiej jest wybudowana w latach 1327–1335 cerkiew Zbawiciela monasteru Visoki Dečani, wybudowana przez franciszkanina Wita z Kotoru przy współudziale protomajstra (pierwszego mistrza) Djordjego z braćmi Dobrosławem i Nikolą. Świątynia stanowi udaną próbę połączenia kilkunawowej bazyliki romańskiej ze świątynią bizantyńską. Posiada trójnawowe prezbiterium zakończone trzema apsydami. Pięcionawowy korpus główny jest wyższy od prezbiterium oraz trójnawowego narteksu. Dachy niższych naw bocznych opierają się o ściany naw wyższych. Nad środkową częścią świątyni (naosem) wznosi się kopuła. Okna w jej podstawie oświetlają całe wnętrze. Ściany zostały wyłożone warstwami białego i różowo-fioletowego marmuru. Wzdłuż ścian biegnie fryz ślepych arkad dekoracyjnych. Okna i portale zdobione są rzeźbioną okładziną z białego marmuru, na której zachowały się ślady polichromii. Rzeźba zdobi również okna od zewnątrz.
Równolegle z architekturą raszkańską rozwijała się na terenach macedońskich architektura czysto bizantyńska, wzorowana na monumentalnej szkole Konstantynopola i pobliskiej Tesaloniki. Do najciekawszych zabytków epoki odrodzenia komneńskiego należy wzniesiona w 1164 cerkiew św. Pantelejmona w Nerezi pod Skopjem. Jej zwarty i proporcjonalny korpus wzniesiony został z cegły i przykryty centralną kopułą otoczoną przez cztery mniejsze. Wyraźnie zaznaczona jest apsyda zakończona tryforium (potrójnym oknem) z okrągłymi szybkami. W cerkwi znajdują się dobrze zachowane freski, przedstawiające dzieje Chrystusa ze słynną kompozycją Opłakiwania Chrystusa i Zdjęcia z krzyża.

### Szkoła kosowsko-metohijska
Po opanowaniu przez Serbów ziem macedońskich tradycje miejscowej architektury wzmocnione wpływami sztuki Paleologów przeniknęły do Serbii, wypierając wzorce dawnej szkoły raszkańskiej. Nowa szkoła od swych głównych centrów zwana jest kosowsko-metohijską.
Najstarszym zabytkiem tej szkoły jest przebudowany w 1299 na polecenie króla Stefana Milutina monaster chilandarski na górze Atos. Cerkiew, zwieńczona kopułą, zbudowana została na planie krzyża greckiego wpisanego w kwadrat. Trzy ramiona krzyża zakończone są apsydami (trzykonchowymi), czwarta, zachodnia, posiada przedsionek (narteks). W 1389 książę Łazarz Hrebeljanović polecił dobudować do niego egzonarteks. Ściany zewnętrzne zbudowane są z kamienia na przemian z cegłą, ułożone na sposób bizantyński i ozdobione kolorowymi cegłami ułożonymi we wzory geometryczne. Na polecenie króla Milutina przebudowano również cerkiew św. Jerzego w Starom Nagoričanem koło Kumanowa w północnej Macedonii. Na zachowanych w dolnej części murach XI-wiecznej bazyliki wzniesiono w 1313 z barwnej cegły bizantyńskiej cerkiew na planie krzyża wpisanego w prostokąt. Kopuła główna na wysokim bębnie otoczona została czterema kopułami bocznymi.

Monaster w Gračanicy

Do najwspanialszych osiągnięć szkoły kosowsko-metohijskiej należy ukończona około 1321 w Gračanicy pod Prisztiną na Kosowym Polu zadužbina króla Milutina. Świątynia składa się jakby z dwóch cerkwi mniejszej i większej wchłaniającej mniejszą. Nad całością wznosi się kopuła główna i cztery boczne. Podwójne i potrójne okna, wystrój zewnętrzny – kolorystyka ścian, liczne ozdoby ceramiczne nawiązują do stylu architektury Paleologów. W 1380 do narteksu świątyni został dobudowany egzonarteks.
Stefan Duszan, zajęty wojnami, nie pozostawił po sobie zabytków architektury. Fundowali je natomiast jego współpracownicy. Despota Oliwer założył w 1341 monaster w Lesnowie pod Kratowem, gdzie zachowała się cerkiew św. Archanioła. Powtarza ona ogólne założenia cerkwi Milutina, posiada wydłużoną przestrzeń przed apsydą wschodnią i narteks uwieńczony własną kopułą, co sprawia wrażenie podwójnej cerkwi. Z zewnątrz zdobi ją dekoracja ze ślepych arkad.
Król Wukaszyn (1366–1371) i jego syn Marko (1371–1394) ufundowali cerkiew św. Dymitra w monasterze Marka pod Skopjem. Wzniesiona na planie krzyża greckiego posiada narteks przykryty oddzielnym dachem i interesującą dekorację ceramiczną ścian zewnętrznych. Brat Marka, Andreasz, ufundował w 1389 cerkiew św. Andrzeja nad Treską na planie nieregularnego krzyża ze smukłą, wysoką kopułą.
Do zabytków architektury świeckiej XIV wieku można zaliczyć mury stołecznego Prizrenu, warowny dwór w Petriczu i zamek Zweczan. Podbój turecki zahamował dalszy rozwój architektury serbskiej na tych terenach. Kontynuowali ją Serbowie na północy, tworząc nową szkołę, nazwaną od terytorium, na którym powstała, morawską.

### Malarstwo
Malarstwo epoki Nemaniczów rozwinęło się w oparciu o wzory greckie. Powstawały głównie freski przedstawiające długie cykle scen, które przy pomocy motywów antycznych wyrażały często skomplikowane treści teologiczne i mistyczne. Freski ilustrowały teksty z Ewangelii i Dziejów Apostolskich, opowieści apokryficzne, żywoty świętych, sceny liturgiczne, poezję kościelną i fragmenty ksiąg Starego Testamentu. Charakterystyczna dla tego malarstwa była silna obecność realistycznej sztuki dworu cesarskiego przejawiająca się w częstym przedstawianiu portretów fundatorów tzw. ktitorów i w realistycznym przedstawianiu szczegółów.

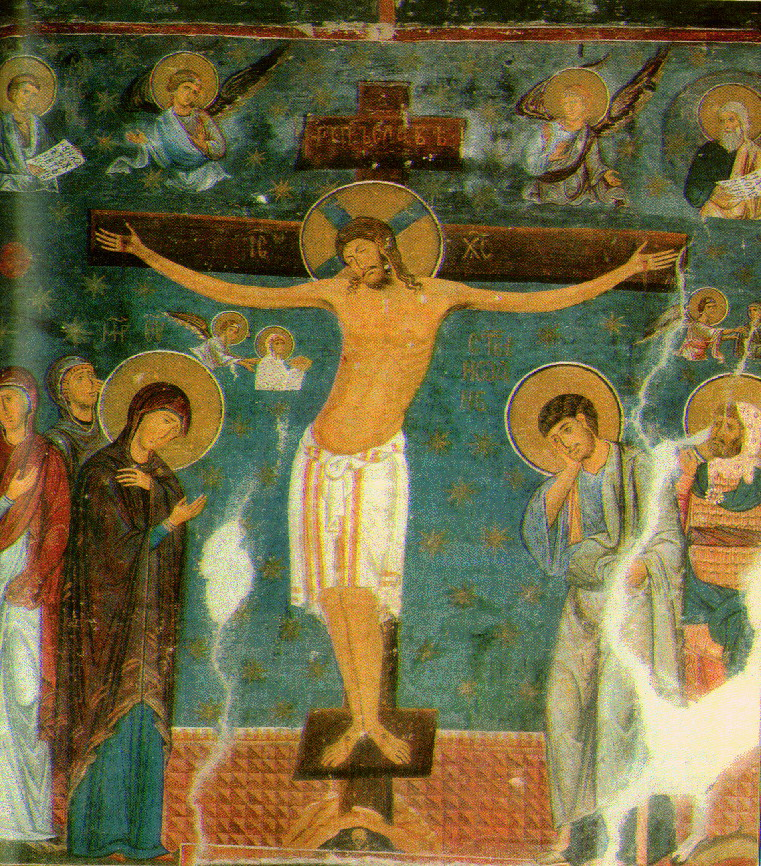
Ukrzyżowanie z cerkwi w Studenicy

Początkowo malarstwo ścienne czerpało ze wzorców monumentalnego stylu odrodzenia komneńskiego, charakteryzującego się spokojnym bizantyńskim klasycyzmem. Freski z klasztoru św. Pantelejmona w Nerezi pod Skopjem (1164) cechuje iluzjonizm z jednoczesnym realistycznym odtwarzaniem takich szczegółów, jak kolor zwłok, wygląd twarzy zmarłego Chrystusa, żywa gestykulacja i podkreślenie motywów psychologicznych postaci. Te elementy realistyczne uległy jeszcze wzmocnieniu w pochodzących z 1191 obrazach z cerkwi św. Jerzego w wiosce Kurbinowo nad jeziorem Prespa.
Do malarstwa bizantyńskiego nawiązują malowidła ścienne, głównej cerkwi monasteru w Studenicy, powstałe na początku XIII wieku. Postaci są ustawione symetrycznie, ich konturowo-linearne ujęcie i stosowanie kontrastów światłocieniowych zdradza istnienie tradycji hellenistycznych, silniejszych nawet niż w sztuce komneńskiej. Do tradycji późnoantycznych mozaik nawiązuje z kolei zastosowanie złotego tła, które malarze bizantyńscy zastępowali bardziej realistycznym tłem niebieskim. Do tego samego stylu „złotego” należy dekoracja malarska cerkwi w Żiczy, a częściowo także powstały około 1265 monumentalny fresk Zaśnięcie Marii Panny w cerkwi monasteru Sopoćani, uważany za szczytowe osiągnięcie serbskiego malarstwa średniowiecznego.
Zbliżone do fresków z klasztoru Sopoćani dworskie malowidło ścienne cerkwi w Mileševej wykonane około 1237 zdradza jeszcze silniejsze wpływy malarstwa realistycznego bizantyńskiego i romańskiego, przez co jest zaliczane do stylu bizantyńsko-romańskiego. Oprócz złotego tła występuje również niebieskie. Elementy realistyczne są szczególnie silne w portretach fundatorów i ich przodków. W Mileševej są to portrety kolejnych władców od Stefana Nemanii do Stefana Władysława, a w Sopoćanach do synów fundatora: Dragutina i Milutina.
Największy rozkwit malarstwa ściennego przypada na czasy panowania królów Milutina i Stefana Duszana. W 1300 powstały dekoracje cerkwi chilandarskiej, w 1314 małej cerkwi królewskiej św. Joachima i Anny w Studenicy, w 1317 w Staro Nagoričinie, około 1320 w Gračanicy, niewiele później w cerkwi patriarszej w Peći i Dečanach, w 1349 w Lesnovie, około 1371 w Markov Monastirze, w 1389 w monasterze nad rzeką Treską.
Z okresu panowania Nemaniczów zachowało się około 6000 fresków, wśród nich około 300 portretów i obrazów historycznych.

## Piśmiennictwo
Na przełomie XII i XIII wieku w Serbii powstała tzw. świętosawska szkoła piśmiennicza. Jej ośrodki znajdowały się na Atosie, w kelii (celi) Karejskiej i monasterach Studenicy i Żiczy. Pisarze należący do szkoły piśmienniczej założonej przez świętego Sawę zajmowali się głównie przekładami z greki. Najpopularniejszymi utworami przekładanymi na język serbski były żywoty świętych. Wśród nich szczególnym powodzeniem cieszył się żywot świętego Jerzego Kapadockiego, rycerza, czytany nie tylko w monasterach, ale i na dworach królewskim i możnowładczych. Dużą popularnością cieszył się również żywot świętego Aleksego. Przekładano staro- i nowotestamentowe apokryfy, jak również liczne średniowieczne opowieści i romanse w rodzaju Aleksandreidy opisującej rzeczywiste i legendarne dzieła Aleksandra Wielkiego, Trojanskiego ratu, opowieści o upadku Troi, czy opowieści o Barlaamie i Joasafie, a także żartobliwe Męczeństwo błogosławionego Winnego Grona (Muke Blaženog Grozdija). Przekładano również dzieła literatury zachodniej m.in. romans o Tristanie i Izoldzie. Do dzieł czysto kościelnych należał, przełożony przez św. Sawę, nowy, aktualny bizantyński Nomokanon (Kormčija) i liczne typika (reguły klasztorne) w tym typikon studenicki.
Do dzieł oryginalnych należały biografie wzorowane na bizantyńskich żywotach. 2 żywoty Stefana Nemanii opracowali jego synowie Sawa i Stefan. Około połowy XIII wieku obszerne biografie świętego Sawy (1253) i Stefana Nemanii napisał mnich Domentijan, zakonnik z góry Atos. Nowy żywot świętego Sawy opracował pod koniec XIII wieku utalentowany literacko mnich Teodozije. Oparł się na dziele Domentijana, ale zrezygnował z dodatków teologicznych i erudycyjnych oryginału na rzecz pogłębienia portretu psychologicznego swych bohaterów, a zawiły styl pierwowzoru zastąpił wartką, jasną narracją. Nowy kierunek serbskiej biografistyce nadali arcybiskup serbski Daniło (zm. 1337) i jego anonimowy kontynuator, spisując szereg żywotów serbskich królów i arcybiskupów. Pozostawione przez nich Żywoty królów i arcybiskupów serbskich, portretując władców serbskich do czasów Duszana, dają jednocześnie obraz stosunków między feudałami, sytuacji Kościoła i ówczesnych warunków życia. U schyłku XIV wieku główny ośrodek piśmiennictwa słowiańskiego przeniósł się do Bułgarii.